# الجرشة (الزاهر)

تعديل مصدري - تعديل

الجرشة هي إحدى قرى عزلة الناصفة بمديرية الزاهر التابعة لمحافظة البيضاء، بلغ تعداد سكانها 340 نسمة حسب تعداد اليمن لعام 2004.